# ATP Challenger Traralgon-2
Das ATP Challenger Traralgon (offizieller Name: Latrobe City Traralgon ATP Challenger) war ein Tennisturnier in Traralgon, das 2014 einmalig im Rahmen der ATP Challenger Tour ausgetragen wurde. Gespielt wurde im Freien auf Hartplatz.

## Liste der Sieger

### Einzel
| Jahr | Sieger       | Finalgegner | Ergebnis |
| ---- | ------------ | ----------- | -------- |
| 2014 | John Millman | James Ward  | 6:4, 6:1 |

### Doppel
| Jahr | Sieger                      | Finalgegner                | Ergebnis          |
| ---- | --------------------------- | -------------------------- | ----------------- |
| 2014 | Brydan Klein Dane Propoggia | Marcus Daniell Artem Sitak | 7:66, 3:6, [10:6] |